# Kalyptodoras
Kalyptodoras is een monotypisch geslacht van straalvinnige vissen uit de familie van de doornmeervallen (Doradidae).

## Soort
- Kalyptodoras bahiensis Higuchi, Britski & Garavello, 1990